# Маргус Колга
Маргус Колга (ест. Margus Kolga) (1 травня 1966) — естонський військовик та дипломат. Постійний представник Естонії при Організації Об'єднаних Націй (2010-2015). Надзвичайний і Повноважний Посол Естонії в Швеції (з 2019).

## Життєпис
Народився 1 травня 1966 року. У 1992 році закінчив історичний факультет Тартуського університету. З 1992 року працював у Міністерстві оборони Естонії, де до 1994 року працював офіцером відділу постачання та матеріально-технічного забезпечення. У 1994 році був призначений на посаду начальника Бюро оборонної політики, а з 1995 року працював начальником Департаменту політики безпеки. Він був заступником (і виконувачем обов’язків) канцлера з оборонної політики Естонії з 1996 по 2003 рік. У цей період Маргус Колга брав активну участь у процесі інтеграції Естонії в НАТО та очолював урядову міжвідомчу робочу групу з питань членства в НАТО. З 2003 по 2007 рік він працював старшим науковим співробітником у Балтійському оборонному коледжі та відповідав за організацію та підтримку новоствореного Вищого командного курсу (HCSC). У 2007 році Маргус Колга працював у Міністерстві закордонних справ Естонії на посаді генерального директора 1-го політичного департаменту (політика безпеки та міжнародні організації) до 2010 року. У 2010-2015 роках він був Постійний представник Естонії при Організації Об'єднаних Націй. У 2015 році був відряджений до Державної канцелярії для координації розробки нової Стратегії політики безпеки. У 2016 році повернувся до Міністерства закордонних справ і обійняв посаду голови Оперативної групи Ради Безпеки ООН. З 2004 року є співголовою Комісії оборонної та військової термінології Естонії та членом Ради військової освіти Естонії. З 2006 по 2011 рік він обіймав посаду академічного директора Естонського державного курсу оборони, курсу, який має на меті навчання вищих державних службовців Естонії, державних службовців та лідерів громадської думки з питань оборони та безпеки. Після звільнення з роботи в Організації Об’єднаних Націй у 2015 році його знову номінували на посаду академічного директора курсу. Він є старшим науковим співробітник канадського Інституту Макдональда-Лорьє, експерт з питань Росії, Центральної і Східної Європи.

## Нагороди та відзнаки
- Орден Білої зірки IV ступеня
- Хрест служби Міністерства оборони Естонії І ступеня.